# Taha Ali
Taha Ali, né le 1er juillet 1998 à Stockholm en Suède, est un footballeur international suédois qui joue au poste d'ailier droit au Malmö FF.

## Biographie

### En club
Né à Stockholm en Suède Taha Ali joue pour le Sundbybergs IK (en) et l'IFK Stocksund avant de rejoindre le Sollentuna FK (en).
Le 6 février 2021, il s'engage en faveur de l'Örebro SK.
C'est avec ce club qu'il joue son premier match d'Allsvenskan le 24 mai 2021, contre le Malmö FF. Il entre en jeu et son équipe s'incline par deux buts à un.
Taha Ali rejoint le Helsingborgs IF le 7 février 2022. Il signe un contrat de quatre ans, soit jusqu'en décembre 2025.
Il joue son premier match sous ses nouvelles couleurs le 2 avril 2022, à l'occasion de la première journée de la saison 2022 d'Allsvenskan, contre le Hammarby IF. Titularisé, il voit son équipe être battue par deux buts à un.
Le 9 janvier 2023, Taha Ali rejoint le Malmö FF. Il signe un contrat de quatre ans, soit jusqu'en décembre 2026,.
Il est sacré champion de Suède en 2023,.

### En sélection
Taha Ali honore sa première sélection avec l'équipe nationale de Suède le 12 janvier 2024 contre l'Estonie. Il est titularisé et son équipe s'impose par deux buts à un.

## Vie privée
La famille de Taha Ali est originaire de Somalie, et a fui la guerre civile dans les années 90 afin de rejoindre la Suède pour s'installer à Stockholm où Taha est né.

## Palmarès
Malmö FF
- Championnat de Suède
  - Champion : 2023